# (1168) Brandia
(1168) Brandia es un asteroide, de unos 11 km de diámetro, perteneciente al cinturón de asteroides que orbita entre Marte y Júpiter. Su nombre hace referencia al matemático belga Eugène Brand.
Fue descubierto el 25 de agosto de 1930 por Eugène Joseph Delporte desde el Real Observatorio de Bélgica, en Uccle, Bélgica.